# بانشي (برنامج)
بانشي (بالإنجليزية: Banshee) هو مشغل وسائط مفتوح المصدر، كان يسمى Sonance حتى 2005. بُني على منصة مونو (Mono) وجي تي كي شارب (GTK#)، أيضا، بانشي يستخدم منصة وسائط متعدة جي ستريمر لترميز وفك ترميز أنواع مختلفة، بالإضافة إلى دعم أوغ وفربس وإم بي 3 وفلاك. بانشي يمكنه تشغيل واستيراد الملفات الصوتية من الأقراص(قرص مضغوط) ويدعم صيغ مشغلات محمولة كثيرة، من ضمنها Apple Ipod، وأجهزة أندرويد (Android) وCreative's ZEN players. من خصائصه الأخرى أنه يدعم لاست إف إم وجلب تلقائي لمغلفات الألبومات، وقوائم تشغيل ذكية، ودعم للبودكاست. بانشي يُطلق برخصة MIT. النسخ المستقرة تتوفر في توزيعات لينكس كثيرة، كما أن هناك نسخة بيتا لنظام أو إس 10 ، ونسخة ألفا لويندوز.

## الإضافات
إضافات بانشي تجعله قابل للتوسع والتخصيص. تشمل الإضافات المستقرة في 2012:
- Audioscrobbler
- DAAP music sharing
- iPod manager
- Metadata searcher using ميوزك برينز
- Music Recommendations using لاست إف إم
- Mini-Mode plugi
- Multimedia keys support in جنوم
- Notification Area Icon
- Podcasting
- Radio

## تعددية المنصات
بالنسبة للينكس، بانشي يصدر بإصدارات مستقرة، في Mac OS X، الإصدارات هي بجودة بيتا، وفي ويندوز (Windows) بجودة ألفا.
أول إصدار ألفا لبانشي تحت منصة ويندز كان الإصدار 1.9.4 الذي أطلق في فبراير 2011.
يمكن الإطلاع على سجل الإصدارات هنا: Official تاريخ الإصدارات، أيضا هنا التقويم الرسمي

## وصلات خارجية
- بانشي على موقع Open Hub (الإنجليزية)
- بانشي على موقع Free Software Directory (الإنجليزية)
- صفحة برنامج بانشي  على أوبن هب

1. ↑  History - Banshee [وصلة مكسورة] نسخة محفوظة 30 مايو 2008 على موقع واي باك مشين.
2. ↑  "Banshee 2.9.1". 18 مارس 2014. مؤرشف من الأصل في 2014-03-23.
3. ↑  "Banshee 2.6.2". 18 فبراير 2014. مؤرشف من الأصل في 2014-03-02.
4. ↑  Banshee rename git commit نسخة محفوظة 8 مايو 2020 على موقع واي باك مشين.
5. ↑  "Sync" en. مؤرشف من الأصل في 2012-03-13. اطلع عليه بتاريخ 2020-01-02. {{استشهاد ويب}}: الوسيط غير صالح |script-title=: بادئة مفقودة (مساعدة)
6. 1 2  "OMG!Ubuntu! Article". موقع OMG!Ubuntu!. مؤرشف من الأصل في 2018-06-12.
7. ↑  "Gabriel Burt, Twitter". موقع Twitter. مؤرشف من الأصل في 2017-07-20.